# Tolypothrix tenuis
Tolypothrix tenuis je druh sinice z čeledi Tolypothrichaceae, která patří do třídy Cyanophyceae.

## Výskyt
Vyskytuje se především v sladkovodním prostředí, pomalu tekoucích a stojatých vodách mírného pásu jako jsou minerální prameny, potoky, jezera a močály. Může se také nacházet v oblasti subpolárního pásu na kůře stromů, vlhkých písčitých půdách, vlhkých kamenech, pískovcových nebo vápencových stěnách. Druh je často pozorován ve formě kompaktních kolonií na substrátech.

## Morfologie
Kultury T. tenuis vykazují olivově zelenou až modrozelenou barvu.

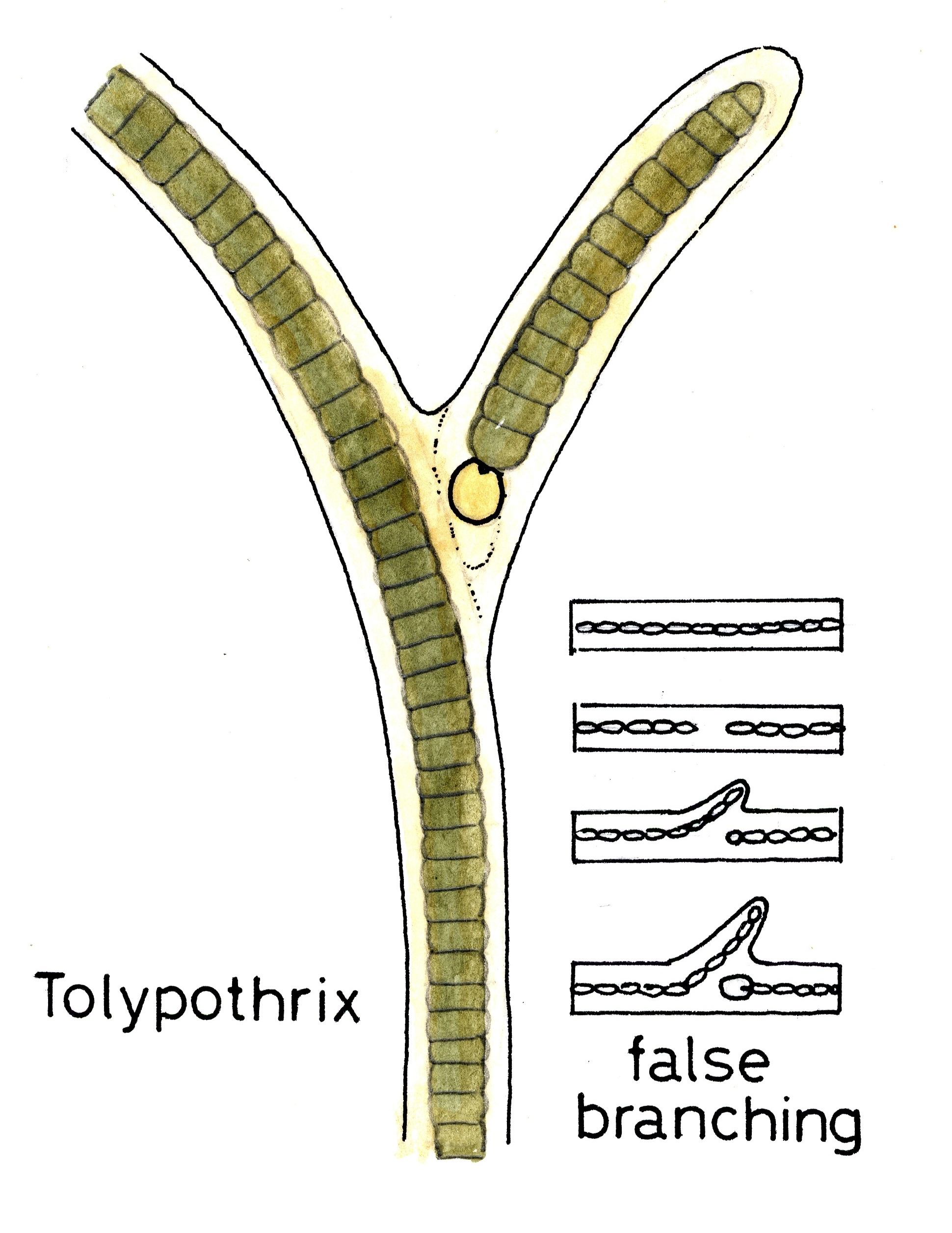
Tvorba nepravých větví

Tyto mikroorganismy se vyznačují vláknitou strukturou a typickým nepravým větvením, které vzniká obvykle v místě heterocytu – buňky specializované na fixaci dusíku. Vlákna pokračují v růstu pouze na jedné straně heterocytu, zatímco na druhé straně růst ustává. V některých případech vzniká dvojité nepravé postranní vlákno, pokud oba konce přerušeného vlákna pokračují v růstu. Toto časté větvení dodává koloniím těchto sinic huňatý vzhled, což odpovídá i jejich názvu.
Následující popis se vztahuje obecněji k rodu Tolypothrix: Postranní vlákna jsou často zvlněná a dlouhá, buď se rozbíhají od hlavních vláken, nebo zůstávají na krátkou vzdálenost připojená k základnímu vláknu, ale později se od něj oddělují. Vlákna jsou obklopena pochvami různé konzistence, které mohou být silné nebo tenké, často lamelované, zbarvené žlutohnědě nebo bezbarvé. Postranní vlákna jsou jednořadá, s několika nebo jedním bazálním heterocytem. Buňky jsou válcovité, na konci neztenčené, nebo připojené k příčným stěnám. Akinety se vyskytují zřídka a pouze u některých druhů, u T. tenuis nebyly pozorovány

## Adaptace
Pigment v modrozelené řase Tolypothrix tenuis funguje jako fotosenzor podobný fytochromu, ale s absorpčními maximy posunutými do zelené a červené oblasti spektra. Tento pigment hraje klíčovou roli v chromatické adaptaci, což umožňuje řase přizpůsobit se různým světelným podmínkám tím, že mění syntézu biliproteinů.

## Význam

### Biohnojiva
Sinice T. tenuis díky své schopnosti fixovat dusík a produkovat látky podporující růst rostlin nachází využití jako biohnojivo. Tento druh se používá při přípravě biohnojiv v čerstvé i sušené formě. Kultivace probíhá v otevřených nebo uzavřených fotobioreaktorech, což umožňuje efektivní řízení růstu a výtěžnosti biomasy.

### Sekundární metabolity
Významné sekundární metabolity produkované sinicí T. tenuis zahrnují především bioaktivní látky, jako jsou nukleosidy toyokamycin a tuberkidin. Tyto sloučeniny jsou silně toxické pro savčí buňky, včetně rakovinotvorných buněčných linií a byly u nich pozorovány také antifungální, antibakteriální a antivitorické účinky.

### Bioremediace
T. tenuis je ve vodném prostředí schopna adsorbovat na povrchu buněk Cd v širokém rozsahu teplot a hodnot pH. Přítomnost dalších iontů, jako Na+, K+, Ca2+ a Mg2+, neměla výrazný vliv na adsorpci, což naznačuje, že tento proces je vhodný pro aplikace v přirozených podmínkách, například při čištění povrchových a podzemních vod.